# 14164 Hennigar
14164 Hennigar este un asteroid din centura principală de asteroizi.

## Descriere
14164 Hennigar este un asteroid din centura principală de asteroizi. A fost descoperit pe 15 octombrie 1998 la Kitt Peak National Observatory în cadrul proiectului Spacewatch. Asteroidul prezintă o orbită caracterizată de o semiaxă mare de 2,94 ua, o excentricitate de 0,06 și o înclinație de 1,5° în raport cu ecliptica.